# Dichaea
Dichaea is een geslacht van meer dan honderd soorten orchideeën uit de onderfamilie Epidendroideae.
Het is het grootste geslacht in de subtribus Zygopetalinae, tevens het geslacht met de meest uitgesproken kenmerken, maar toch vrijwel onbekend bij orchideeënliefhebbers.
Het zijn epifytische planten van vochtige en beschaduwde tropische montane regenwouden uit Midden- en Zuid-Amerika (van Mexico tot Brazilië), met voor de subtribus ongewone bladstengels met twee rijen kleine, overstaande bladeren, en een bloeiwijze met kleine maar welruikende bloemen.

## Naamgeving en etymologie
- Synoniemen: Dichaeopsis Pfitz. (1887), Epithecia Kn. & Westc. (1839)

De botanische naam Dichaea heeft betrekking op de bladeren die in twee overstaande rijen op de stengel geplaatst zijn.

## Kenmerken
Dichaea-soorten zijn epifytische planten zonder pseudobulben, met een pseudomonopodiale bladstengel met twee rijen dicht op elkaar staande kleine ovale bladeren, waarop opeenvolgende okselstandige, afhangende of rechtstaande, eenbloemige bloeistengels ontstaan.

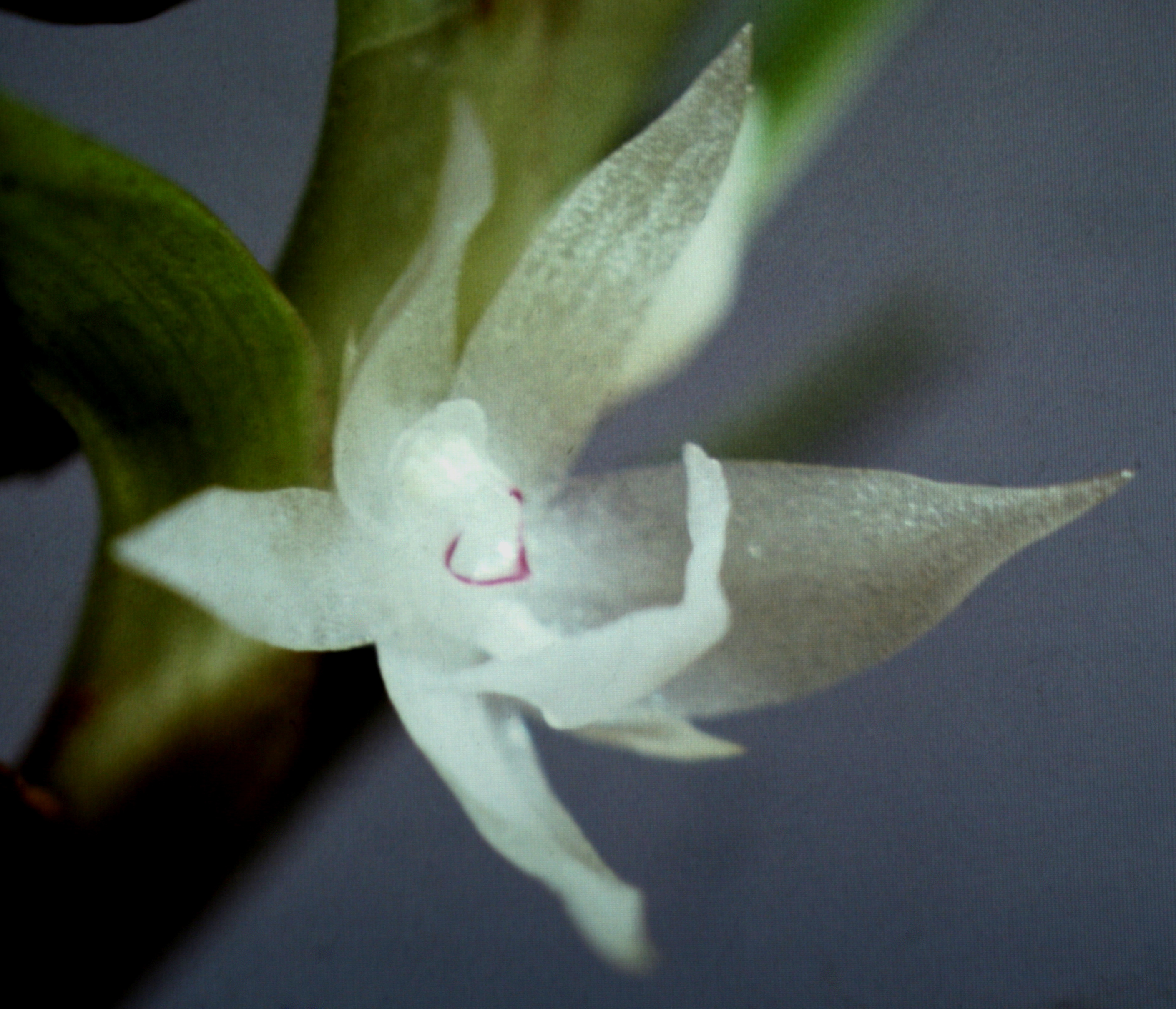
Dichaea picta, detail bloem

De bloemen zijn zeer welruikend, met gelijkvormige, holle, ovale tot lancetvormige kelk- en kroonbladen en een drielobbige tot ankervormige bloemlip. Het gynostemium is recht, met een eindstandig helmhokje en vier stevige, wasachtige pollinia.
De bloemen worden bestoven door bijen van de tribus Euglossini.

## Taxonomie
Dichaea is volgens DNA-onderzoek uit 2005 door W.M. Whitten et al. een monofyletisch geslacht, duidelijk gescheiden van de ander geslachten van de Zygopetalinae, met een opvallende divergentie van de nucleotidensequenties tussen de verschillende soorten.
Het geslacht omvat meer dan 115 soorten. De typesoort is Dichaea pendula.

### Soortenlijst
- Dichaea acroblepara  Schltr. (1923)
- Dichaea acuminata  Schltr. (1920)
- Dichaea alcantarae  D.E.Benn. & Christenson (1998)
- Dichaea alinae  Szlach. (2006)
- Dichaea anchorifera  Cogn. (1906)
- Dichaea ancoraelabia  C.Schweinf. (1947)
- Dichaea anguina  Schltr. (1929)
- Dichaea angustifolia  H.G.Jones (1970)
- Dichaea angustisegmenta  Dodson (1980)
- Dichaea antioquiensis  Kraenzl. (1923)
- Dichaea australis  Cogn. (1906)
- Dichaea benzingii  Dodson (1993)
- Dichaea boliviana  T.Hashim. (1974)
- Dichaea brachyphylla  Rchb.f. (1859)
- Dichaea brachypoda  Rchb.f. (1866)
- Dichaea brevicaulis  Cogn. (1906)
- Dichaea bryophila  Rchb.f. (1881)
- Dichaea buchtienii  Schltr. (1922)
- Dichaea cachacoensis  Dodson (1993)
- Dichaea calyculata  Poepp. & Endl. (1836)
- Dichaea camaridioides  Schltr. (1920)
- Dichaea campanulata  C.Schweinf. (1947)
- Dichaea caquetana  Schltr. (1924)
- Dichaea caveroi  D.E.Benn. & Christenson (2001)
- Dichaea chasei  Dodson (1993)
- Dichaea chiquindensis  Kraenzl. (1923)
- Dichaea ciliolata  Rolfe (1917)
- Dichaea cleistogama  Dodson (1989)
- Dichaea cogniauxiana  Schltr. (1922)
- Dichaea cornuta  S.Moore (1894)
- Dichaea costaricensis  Schltr. (1923)
- Dichaea cryptarrhena  Rchb.f. ex Kraenzl. (1923)
- Dichaea dammeriana  Kraenzl. (1923)
- Dichaea delcastilloi  D.E.Benn. & Christenson (1998)
- Dichaea dressleri  Folsom (2006)
- Dichaea ecuadorensis  Schltr. (1921)
- Dichaea eligulata  Folsom (1994)
- Dichaea elliptica  Dressler & Folsom (2002)
- Dichaea escobariana  Dodson (1993)
- Dichaea filiarum  Pupulin (2005)
- Dichaea fragrantissima  Folsom (1994)
- Dichaea galeata  Dodson (1997)
- Dichaea glauca  (Sw.) Lindl. (1833)
- Dichaea globosa  Dressler & Pupulin (2006)
- Dichaea gomez-lauritoi  Pupulin (2007)
- Dichaea gorgonensis  Rchb.f. (1876)
- Dichaea gracillima  C.Schweinf. (1938)
- Dichaea graminoides  (Sw.) Lindl. (1833)
- Dichaea hamata  Rolfe ex Stapf (1895)
- Dichaea hirtzii  Dodson (1993)
- Dichaea histrio  Rchb.f. (1859)
- Dichaea hollinensis  Dodson (1993)
- Dichaea humilis  Cogn. (1906)
- Dichaea hutchisonii  D.E.Benn. & Christenson (2001)
- Dichaea hystricina  Rchb.f. (1865)
- Dichaea intermedia  Ames & Correll (1943)
- Dichaea kegelii  Rchb.f. (1877)
- Dichaea lagotis  Rchb.f. (1876)
- Dichaea lankesteri  Ames (1923)
- Dichaea latifolia  Lindl. (1833)
- Dichaea laxa  (Ruiz & Pav.) Poepp. & Endl. (1836)
- Dichaea lehmanniana  Kraenzl. (1923)
- Dichaea lehmannii  Schltr. (1920)
- Dichaea longa  Schltr. (1922)
- Dichaea longipedunculata  D.E.Benn. & Christenson (1998)
- Dichaea longissima  Kraenzl. (1923)
- Dichaea luerorum  Dodson (1993)
- Dichaea mattogrossensis  Brade (1943)
- Dichaea moronensis  Dodson (1993)
- Dichaea morrisii  Fawc. & Rendle (1910)
- Dichaea mosenii  Rchb.f. (1881)
- Dichaea muricata  (Sw.) Lindl. (1833)
- Dichaea muricatoides  Hamer & Garay (1974)
- Dichaea muyuyacensis  Dodson (1993)
- Dichaea neglecta  Schltr. (1918)
- Dichaea ochracea  Lindl. (1839)
- Dichaea oerstedii  Rchb.f. (1855)
- Dichaea ovatipetala  Schltr. (1923)
- Dichaea oxyglossa  Schltr. (1923)
- Dichaea panamensis  Lindl. (1833)
- Dichaea pendula  (Aubl.) Cogn. (1903)
- Dichaea peruviensis  D.E.Benn. & Christenson (2001)
- Dichaea picta  Rchb.f. (1872)
- Dichaea poicillantha  Schltr. (1923)
- Dichaea potamophila  Folsom (1994)
- Dichaea pumila  Barb.Rodr. (1877)
- Dichaea rendlei  Gleason (1927)
- Dichaea retroflexa  Kraenzl. (1923)
- Dichaea retroflexiligula  Folsom (1994)
- Dichaea richii  Dodson (1977)
- Dichaea riopalenquensis  Dodson (1977)
- Dichaea rodriguesii  Pabst (1956)
- Dichaea rubroviolacea  Dodson (1989)
- Dichaea sarapiquinsis  Folsom (1994)
- Dichaea schlechteri  Folsom (1994)
- Dichaea selaginella  Schltr. (1920)
- Dichaea sodiroi  Schltr. (1921)
- Dichaea splitgerberi  Rchb.f. (1859)
- Dichaea squarrosa  Lindl. (1840)
- Dichaea standleyi  Ames (1925)
- Dichaea stenophylla  Schltr. (1929)
- Dichaea suarezii  Dodson (1989)
- Dichaea tachirensis  G.A.Romero & Carnevali (2000)
- Dichaea tamboensis  Dodson (1989)
- Dichaea tenuifolia  Schltr. (1920)
- Dichaea tenuis  C.Schweinf. (1952)
- Dichaea tigrina  Rchb.f. ex Regel (1868)
- Dichaea trachysepala  Schltr. (1924)
- Dichaea trichocarpa  (Sw.) Lindl. (1833)
- Dichaea trulla  Rchb.f. (1866)
- Dichaea tuberculilabris  Folsom (1994)
- Dichaea tuerckheimii  Schltr. (1916)
- Dichaea tunguraguae  Kraenzl. (1923)
- Dichaea vaginata  Rchb.f. ex Kraenzl. (1923)
- Dichaea venezuelensis  Carnevali & I.Ramírez (1993)
- Dichaea violacea  Folsom (1994)
- Dichaea viridula  Pupulin (2005)
- Dichaea weigeltii  Rchb.f. (1859)